# 모릴 토지 허여 법안

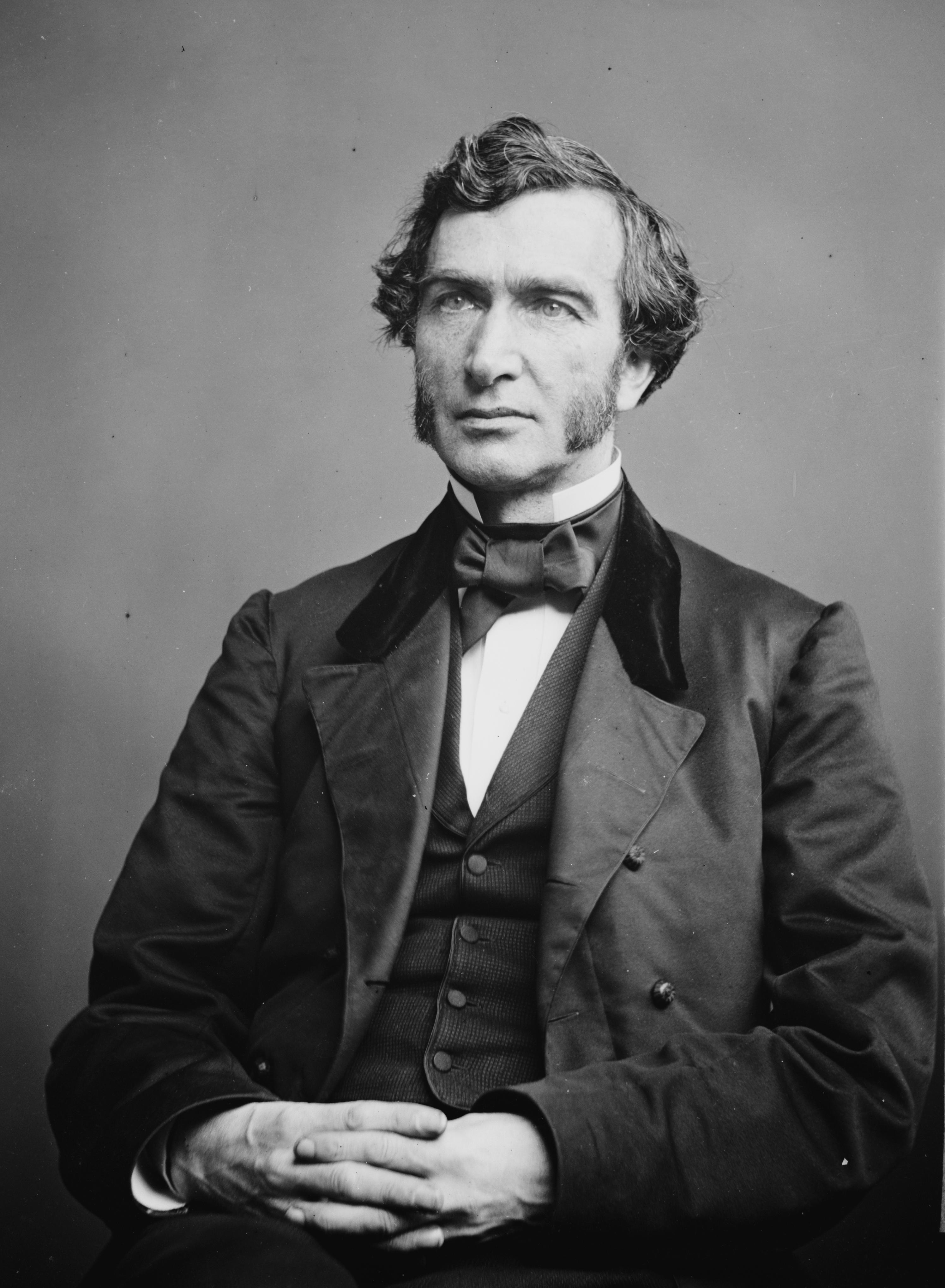
저스틴 스미스 모릴

모릴법(영어: Morill Act)은 미국의 정치인이었던 J.S. 모릴이 하원의원 동안 가결된 두 가지 법률을 말한다. 여기에는 1862년의 모릴법(7 U.S.C. § 301 et seq.)과 1890년의 모릴법(Agricultural College Act of 1890, 26 Stat. 417, 7 U.S.C. § 321 et seq.)이 포함된다. 정식 이름을 "모릴 토지 단과대학 법안"(Morrill Land-Grant Colleges Act)으로 일컫기도 한다.
주립 대학의 건립을 쉽게 했던 법으로, 상하의원 한 명 당 3만 에이커의 국유지를 아무런 대가 없이 제공하였다. 이로써 모두 106개의 주립 대학이 설립되었다. 이 법은 미국의 대학 교육 발달에 이바지하였다.

## 관세 법안
1857년에 지정된 낮은 관세를 높여서 고율의 보호관세를 규정한 법으로 1861년에 제정되었다. 이 제도는 19세기 말까지 지속되었으며, 보호관세제도가 확립되었다.

## 같이 보기
- 미국 농무부